# ソニー・ミュージックレーベルズ
株式会社ソニー・ミュージックレーベルズ（英: Sony Music Labels Inc.）は、日本のレコード会社。株式会社ソニー・ミュージックエンタテインメントの完全子会社。
2014年4月より、ソニー・ミュージックエンタテインメント（以下SMEJ）傘下のレーベルビジネスグループ8社が合併して新たに発足した（後に後述するソニー・ミュージックダイレクトやアルファミュージックもそれぞれ合併）。

## 沿革
- 2001年10月1日 - 株式会社ソニー・ミュージックレコーズ（以下SMR）設立。
- 2003年4月1日 - ソニー・ミュージックレコーズの社内レーベルであったエスエムイーレコーズを同商号の株式会社として会社設立。
- 2014年4月1日 - SMEJのグループ会社再編により、レーベルビジネスのエスエムイーレコーズ、ソニー・ミュージックアソシエイテッドレコーズ、エピックレコードジャパン、デフスターレコーズ、アリオラジャパン、キューンミュージック、ソニー・ミュージックジャパンインターナショナルの7社をSMRが吸収合併。商号を株式会社ソニー・ミュージックレーベルズへ変更[4]。これにより、エスエムイーレコーズが再びソニー・ミュージックレコーズ（現：ソニー・ミュージックレーベルズ）の社内レーベルへ回帰した。
- 2022年4月1日 - ソニー・ミュージックダイレクトを吸収合併。また、同日をもってソニー・ミュージックパブリッシングに吸収され法人格が消滅したアルファミュージックのレーベルビジネスおよび原盤権（一部除く）を引き継ぐ。

## レーベル・部署
各種メディアでは社名表記等の他に、同社の社内カンパニーとしてのレーベル表記等も継続して使用されている。

### Sony Music Records
法人格上の前身企業。1968年に創業したCBS・ソニーレコードの流れを汲むレーベル。SMEJの制作部門分離により、2001年に会社設立。
規格品番の販社コードはSR（Sony Records）。

### Epic Records Japan
J-POP等の実力派レーベル。1978年にEPIC・ソニーとして発足。
規格品番の販社コードはES（EPIC Sony）。

### Ki/oon Music
ロックやミクスチャー等の個性派レーベル。1992年にキューン・ソニーレコードとして発足。
規格品番の販社コードはKS（Ki/oon Sony）。

### SME Records
J-POPやロック等の実力派レーベル。1998年にSMEJの社内レーベルとして発足し、2001年の制作部門分離に伴いSMRの社内レーベルとなる。2003年に独立し会社設立。
規格品番の販社コードはSE（Sony Music Entertainment）。

### Sony Music Associated Records
J-POP等の実力派レーベル。外部プロデューサーを起用して展開する。1998年にSMEJ Associated Recordsとして発足。
規格品番の販社コードはAI（Associated）。

### Sony Music Japan International
米国ソニー・ミュージックエンタテインメントの日本配信。2001年に発足。
規格品番の販社コードはSI（Sony Music Japan International）。
所属アーティスト
- 高木正勝
- DURDN
- JENNIE

### Sony Classical Records
ソニー・クラシカルの日本配信。1927年に米国コロムビア・レコード（現・米国ソニー・ミュージックエンタテインメント）の子会社として設立されたコロムビア・マスターワークス・レコードを起源とする米国発祥のクラシック専門レコードレーベル。
規格品番の販社コードは上記のソニー・ミュージックジャパンインターナショナルと共通。

### Ariola Japan
J-POP等の個性派レーベル。2009年にBMG JAPANの国内制作部門として発足。
規格品番の販社コードはBV（BMG Victor）及びFH（Fun House）。

### SACRA MUSIC
アニメ系等のタイアップなどを多くこなし、国内のみならず海外でも活躍しているアーティストが所属するレーベル。2017年に発足。
規格品番の販社コードはVV。

### NeOFRONT
Vtuberグループ・VERSEnや多次元アイドルプロジェクト・UniteUp!のLEGITらが所属するレーベル。次世代クリエイター発掘・育成のための合同プロジェクト「Story by Story SHIBUYA」も手掛けている。

### Sony Music Direct
主に、音楽カタログ開発事業及び演歌・歌謡曲・落語を中心としたレーベル。1996年にソニー・ミュージックハウスとして発足。2022年にSML内に移管。
規格品番の販社コードはMH（Music House）。

### Alfa Music
旧ソニー・ミュージックパブリッシング アルファミュージック出版・原盤権管理事業部。1969年に発足。2022年より原盤権のみSML内に移管。
規格品番の販社コードは上記のソニー・ミュージックダイレクトと共通。

### SML Management
アーティストのマネジメントセクション。2021年に発足。
所属アーティスト
- 秋山黄色
- 石野理子
- Conton Candy
- DURDN
- フィロソフィーのダンス
- 紫今
- 山田健登
- 緑黄色社会

エージェント
- Aooo
- 8TURN
- YOASOBI
- Raynich

過去の所属アーティスト
- 藍瀬まなみ（エージェント契約）
- 赤い公園
- ELLEGARDEN（エージェント契約）
  - the HIATUS（エージェント契約）
  - MONOEYES（エージェント契約）

- King Gnu
  - millennium parade

- Cö shu Nie
- Seven Billion Dots
- Awkmiu
- 麗奈
- APOKI（エージェント契約）
- J.Fla（エージェント契約）

### Echoes
2024年9月12日に発足したマネジメント&レーベル。
所属アーティスト
- Aooo（2024年 - ）
- asmi（2024年 - ）
- キタニタツヤ（2025年 - ）
- スンスン（2025年 - ）
- MAISONdes（2024年 - ）
- nina（2024年 - ）
- NOMELON NOLEMON（2024年 - ）
- YOASOBI（2024年 - ）
  - Ayase
  - 幾田りら（ikura）

### 過去のレーベル

#### DefSTAR Records
2001年1月1日に音楽プロデューサーである吉田敬が発足したレーベル。2015年6月1日にSMEレコーズに吸収合併される形で運営終了。
規格品番の販社コードはDF（DefSTAR）。

## 所属アーティスト
CD・Blu-ray Disc・DVDのパッケージなどの各種クレジットで「Sony Music Labels」と記載されているアーティストのみ記載。規格品番の販社コードは各社内レーベルと同様。
SR
- 米津玄師（2016年 - 2018年）
  - Foorin（2018年）

MH
- 石原詢子（2022年 - ）
- 伍代夏子（2022年 - ）
- 藤あや子（2022年 - ）

SE
- Awkmiu（2023年 - ）
- SixTONES（2020年 - ）
- 中島健人（2024年 - ）
- 米津玄師（2019年 - ）
- Reol（2022年 - ）
- tuki.（2025年 - 、自主レーベル「月面着陸計画」との業務提携）

VV
- ≒JOY（2024年 - ）
- Vaundy（2022年 - 、SDRとの業務提携）